# Pharasman V d'Ibérie
Pharasman ou Pharsman V d'Ibérie (en géorgien : ფარსმან V, latinisé en Pharasmanes) est un roi d'Ibérie de la dynastie des Chosroïdes, ayant régné de 547 à 561.

## Biographie
Fils et successeur de Bakour II, il aurait selon la Chronique géorgienne régné 14 ans au cours desquels seraient morts les Catholicos Samouel et Thawphétchag, qui fut remplacé par Tchirmag. La Chronique précise en outre que « jusqu'à ce temps les successeurs de « Vakhtang » régnèrent en paix, et les fils, c'est-à-dire les descendants, de Mihrdat obéirent à ceux de Datchi ».
Le roi Pharsman V aurait demandé aux Perses de laisser son peuple professer la religion chrétienne. La Chronique géorgienne indique qu'en ce temps là les Grecs étaient distraits par les attaques de leurs ennemis occidentaux et qu'ils ne pouvaient aider les Géorgiens à résister aux Perses. Le roi perse aurait accepté d'épargner les églises contre l'engagement de vassalité de Pharsman V. 
La Chronique conclut qu'à partir de ce moment, la famille de « Vakhtang » se divise, les fils de Datchi étant soumis aux Perses pendant que ceux de Mihrdat restent fidèles aux Grecs.
Pharsman V a comme successeur le fils de son frère, Pharasman VI.